# قائمة الحركات الانفصالية النشطة في الوطن العربي

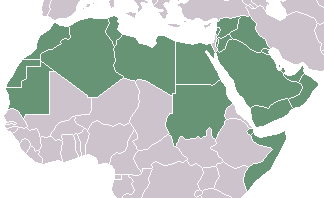
خريطة الدول العربية

هذه قائمة بحركات انفصالية نشطة حاليا في الوطن العربي. وتشمل القائمة الحركات الانفصالية الاستقلالية وحركات المطالبة الحكم الذاتي. ما هو ولا يعتبر حركة مستقلة أو انفصالية بعض الأحيان. يجب أن تستوفي الحركات المدرجة في هذه القائمة على ثلاثة معايير:
1. حركات نشطة مع الأعضاء الحاليين والنشطين.
2. حركات تسعى إلى مزيد من الحكم الذاتي أو تقرير المصير.
3. شعوب منطقة من غير العرقية العربية.

## الجزائر
- المجموعة العرقية: قبائل الأمازيغ
  - الدولة المقترحة:  منطقة القبائل
  - الحزب السياسي: الحركة من أجل تقرير مصير في منطقة القبايل[1]
  - الحكومة في المنفى: حكومة كابيليا المؤقتة (أنافاد)[2]

## السودان
دارفور
- المجموعة العرقية: فور، زغاوة، ماساليت
  - الدولة المقترحة:  دارفور
  - المنظمات المسلحة: حركة تحرير السودان
  - الحالة: الحرب في دارفور

الجبهة الشرقية
- المجموعة الإثنية: شعب البجا، رشايدة
  - المنظمات المسلحة: مؤتمر البجا، الرشايدة الأسود الحرة

دولة النهر والبحر علم أوكرانيا
- المجموعة الاثنية : عرب، نوبيون
  - الدولة المقترحة دولة البحر والنهر جمهورية شرق أفريقيا العربية الشعبية الديمقراطية
  - المنظمات المسلحة : القوات المسلحة السودانية، قوات الدفاع الشعبي (السودان)، قوات درع الشمال
  - الحالة : إستعداد

## سوريا
الدول المقترحة:
. منطقة الإدارة الذاتية في شمال سوريا
- الجماعة العرقية والإثنية الدينية: الكرد واليزيديون
  - منطقة حكم ذاتي بحكم الأمر الواقع: . شمال سوريا - منطقة الإدارة الذاتية
  - الحزب السياسي: حزب الاتحاد الديمقراطي
  - منظمة مسلحة: وحدات حماية الشعب
  - الحركة السياسية: الكونفدرالية الديمقراطية، اشتراكية ديمقراطية، النسوية، اشتراكية بيئية

 سريان سوريا
- المجموعة العرقية الدينية: الآراميين
  - الدولة المقترحة:  آرام [بحاجة لمصدر]
  - الأحزاب السياسية: التنظيم الآرامي الديمقراطي
  - مجموعة الدعوة: المجلس العالمي للأراميين (السريان)[بحاجة لمصدر]

تركمان سوريا [بحاجة لمصدر]
- المجموعة العرقية: تركمان سوريا
  - الدولة المقترحة:  تركمان المستقلة الحرة أو شمال حلب (تركمانلي الغربية) أو الوحدة مع تركيا
  - الأحزاب السياسية: المجلس السوري التركماني (المظلة الرسمية للكتلة الكتلة الوطنية التركمانية السورية والحركة التركمانية الديمقراطية السورية)
  - المنظمات المسلحة: كتائب تركمان سوريا

انظر أيضا: التدخل العسكري التركي في سوريا

## الصومال
أرض الصومال
- المجموعة العرقية: الصوماليةصوماليون
  - الدولة الواقعية:  أرض الصومال
  - المنظمات السياسية: حكومة أرض الصومال
  - المنظمات المسلحة: القوات المسلحة في أرض الصومال

## العراق
انظر: الأقليات في العراق
الدول المقترحة:
 كردستان
المقال الرئيسي: استفتاء انفصال كردستان العراق 2017
- المجموعات العرقية: الكرد
  - الدولة المقترحة: كردستان 
  - الأحزاب السياسية: حركة استقلال كردستان، الحزب الديمقراطي الكردستاني، الاتحاد الوطني الكردستاني (أعضاءفي منظمة الأمم والشعوب غير الممثلة)
  - المنظمات المسلحة: البيشمكة
  - الحكم المستقل بحكم الأمر الواقع: كردستان العراق

 Assyria آشور
حركة الاستقلال الآشورية
- المجموعة العرقية: الآشورية
  - منطقة الحكم الذاتي المقترحة:سهل نينوى  Assyria
  - الأحزاب السياسية: الحركة الديمقراطية الآشورية، حزب تحرير آشور
  - المنظمات المسلحة: وحدات حماية سهل نينوى، دويخ نوشة
  - مجموعات الدعوة: المؤتمر العام الآشوري، مجلس آشور الأوروبي

 الإقليم التركماني العراقي
- المجموعة العرقية: التركمان
  - الدولة المقترحة: استقلال تركمان . أو التوحيد مع تركيا
  - الحزب السياسي: الجبهة التركمانية العراقية (عضو في منظمة الأمم والشعوب غير الممثلة)

سنجار
- المجموعة العرقية: اليزيديون
  - منطقة الحكم الذاتي المقترحة: سنجار مع منطقة جبل سنجار في العراق  العراق أو التوحيد مع كردستان 
  - التنظيم السياسي: الحركة الأيزيدية للإصلاح والتقدم، الجماعة اليزيدية

## ليبيا
الدول المقترحة:
 برقة
- المجموعة العرقية: عرب
  - منطقة الحكم الذاتي المقترحة: شبه مستقلة "برقة"
  - المجموعات السياسية: حركة الاتحاد الفدرالي الليبي، حزب الاتحاد الوطني، حركة الشباب في صربيا

 جبال تيبستي
- المجموعة العرقية: تبو
  - الدولة المقترحة:  جبال تيبستي
  - المنظمات المسلحة: جبهة التبو لإنقاذ ليبيا

## المغرب
دول الأمر الواقع:
 الصحراء الغربية
- المجموعة العرقية: شعب صحراوي
  - الدولة المقترحة:  الجمهورية العربية الصحراوية الديمقراطية
  - دولة الأمر الواقع: المنطقة الحرة
  - الحكومة في المنفى: الجمهورية العربية الصحراوية الديمقراطية في مخيمات اللاجئين في محافظة تندوف بالجزائر
  - الحزب السياسي: جبهة البوليساريو
  - المنظمات المسلحة: جيش التحرير الشعبي الصحراوي

الدول المقترحة:
 جبال الريف
- المجموعة العرقية: الريفيون
  - الحالة المقترحة:  جبال الريف
  - الحزب السياسي: ريم
  - المنظمات المسلحة: ريم وحركة استقلال ريف [3][4] [5] [5]

## اليمن
الدول المقترحة:
 جنوب اليمن
- المجموعة العرقية: يمنيون جنوبيون
  - الدولة المقترحة:  الجنوب العربي، [6]
  - الأحزاب السياسية:  المجلس الانتقالي الجنوبي، الحراك الجنوبي[7][8][9]
  - مجموعات الدعوة: رابطة الجنوب العربي
  - المنظمات المسلحة: الحزام الأمني

 حضرموت
- المجموعة العرقية: عرب حضارم
  - الدولة المقترحة:  دولة حضرموت العربية
  - الأحزاب السياسية: العصبة الحضرمية [10][11][12]
  - مجموعات الدعوة: مؤتمر حضرموت الجامع
  - المنظمات المسلحة: قوات النخبة الحضرمية